# Kohei Nishino
Kohei Nishino (西野 晃平 Nishino Kohei?), född 15 april 1982 i Hyōgo prefektur, är en japansk före detta fotbollsspelare.
Nishino började sin karriär 2005 i Oita Trinita. 200 flyttade han till Mito HollyHock. Efter Mito HollyHock spelade han för Fagiano Okayama. Han avslutade karriären 2010.